# Ajahn Chah
Le Vénérable Ajahn Chah Subhatto (Chao Khun Bodhinyanathera) (alternativement Achaan Chah, portant parfois le titre honorifique Luang Por ou Phra) (1918, Thaïlande – 1992), fut l'un des plus grands maîtres de méditation du XXe siècle. Connu pour son style informel et direct, il fut une influence majeure pour le bouddhisme theravāda dans le monde.

## Biographie
Ajahn Chah fut l'un des plus fameux moines de la forêt de la tradition thaïe du theravāda. C'est un disciple d'Ajanh Mun (ou Ajanh Man).
Ajahn Chah lui-même n'écrivit pas de publication mais ses discours furent enregistrés, traduits et publiés et sont souvent disponibles sur internet.

### Enfance
Ajahn Chah naît le 17 juin 1918 près de la province d'Ubon Ratchathani dans la région d'Isan au nord-est de la Thaïlande. Sa famille est constituée d'agriculteurs vivriers. Comme le veut la tradition, Ajahn Chah entre au monastère comme novice à l'âge de neuf ans, où, au cours d'un séjour de trois ans, il apprend à lire et à écrire.
La biographie définitive d'Ajahn Chah,  Stillness Flowing  indique qu'Ajahn Chah a prononcé ses vœux de novice en mars 1931 et que son premier professeur en tant que novice était Ajahn Lang.
Il quitte le monastère pour aider sa famille à la ferme, mais retourne plus tard à la vie monastique, le 16 avril 1939, sollicitant l'ordination en tant que moine Theravada (ou bhikkhu).
Selon le livre Food for the Heart: The Collected Writings of Ajahn Chah, il choisit de quitter la vie monastique sédentaire en 1946 et devient un ascète errant après la mort de son père. Il traverse la Thaïlande, prenant des enseignements dans divers monastères. Parmi ses professeurs à cette époque se trouvait Ajahn Mun, un maître de méditation renommé dans la tradition des moines de la Forêt. Ajahn Chah vit dans des grottes et des forêts tout en apprenant auprès des moines méditants de la tradition de la forêt.
La biographie officielle d'Ajahn Chah décrit ainsi cette période de sa vie :

« Pendant les sept années suivantes, Ajahn Chah pratiqua dans le style d'un moine ascétique dans l'austère tradition de la Forêt, passant son temps dans les forêts, les grottes et les terrains de crémation. Il erra à travers la campagne à la recherche d'endroits calmes et isolés pour développer la méditation. Il vécut dans des jungles infestées de tigres et de cobras, utilisant des réflexions sur la mort pour pénétrer le vrai sens de la vie. »

### Tradition thaïlandaise de la Forêt
|                                                 |
| Ajahn Chah et d'autres moines de la forêt, 1980 |

Au début du XXe siècle, le bouddhisme Theravāda connait un renouveau en Thaïlande sous la direction d'enseignants exceptionnels dont les intentions sont d'élever les normes de la pratique bouddhiste dans tout le pays. L'un de ces enseignants était Ajahn Mun. Ajahn Chah poursuit les normes élevées de pratique d'Ajahn Mun lorsqu'il devient enseignant .
Les moines de cette tradition préservent très strictement ce qu'ils croient être la règle monastique originale établie par le Bouddha, connue sous le nom de Vinaya. Les premiers schismes majeurs dans la sangha bouddhiste étaient en grande partie dus à des désaccords sur l'ensemble des règles à appliquer. Certains adoptèrent des règles plus souples, tandis que d'autres adoptèrent un ensemble de règles plus strict, les deux parties croyant suivre les règles telles que le Bouddha les avait formulées.
La tradition Theravada est l'héritière de ce dernier point de vue. La règle relative à l'alimentation, qui consiste à ne manger qu'entre l'aube et midi, illustre bien la rigueur de la discipline. Dans la tradition thaïlandaise de la Forêt, les moines et les nonnes vont encore plus loin et observent la « pratique du mangeur unique », selon laquelle ils ne mangent qu'un seul repas le matin. Cette pratique spéciale est l'une des treize Dhutanga, pratiques ascétiques facultatives autorisées par le Bouddha, qui sont utilisées de manière occasionnelle ou régulière pour approfondir la pratique de la méditation et encourager à se satisfaire du strict minimum. D'autres exemples de ces pratiques consistent à dormir dehors sous un arbre ou à habiter dans des forêts isolées ou des cimetières.

### Fondation de monastères
Après des années d'errance, Ajahn Chah décide de s'établir dans un petit bois inhabité près de son lieu de naissance.
En 1954, il fonde le monastère Wat Nong Pah Pong, où il peut enseigner une forme de méditation simple et basée sur la pratique. Il attire une grande variété de disciples dont, en 1966, le premier occidental, le Vénérable Ajahn Sumedho. Wat Nong Pah Pong  comprend plus de 250 branches dans toute la Thaïlande, ainsi que plus de 15 monastères associés et dix centres de pratique laïcs.
En 1975, Wat Pah Nanachat (monastère international de la Forêt) est fondé avec Ajahn Sumedho comme abbé. Wat Pah Nanachat est le premier monastère de Thaïlande spécifiquement orienté vers la formation des Occidentaux anglophones dans le Vinaya monastique, ainsi que le premier dirigé par un occidental.
En 1977, Ajahn Chah et Ajahn Sumedho sont invités à se rendre au Royaume-Uni par le English Sangha Trust qui souhaite former une sangha résidentielle. 1979 voit la fondation du monastère bouddhiste Cittaviveka dans le petit hameau de Chithurst (communément appelé monastère bouddhiste de Chithurst), avec Ajahn Sumedho à sa tête. Plusieurs des étudiants occidentaux d'Ajahn Chah ont depuis établi des monastères à travers le monde.
Le sangha de la Forêt d’Ajahn Chah est maintenant une des lignées theravādin les mieux implantées en Occident.

### Vieillesse
Au début des années 1980, la santé d'Ajahn Chah décline à cause du diabète. Il est emmené à Bangkok pour une intervention chirurgicale visant à soulager la paralysie causée par le diabète, mais cela n'a que peu d'effet.
Ajahn Chah se sert de sa mauvaise santé comme élément d'enseignement, soulignant qu'il s'agit « d'un exemple vivant de l'impermanence de toutes choses ... (et) rappelle aux gens de s'efforcer de trouver un véritable refuge en eux-mêmes, car il ne sera pas en mesure d'enseigner pendant bien plus longtemps ».
Ajahn Chah restera alité et finalement incapable de parler pendant dix ans, jusqu'à sa mort le 16 janvier 1992, à l'âge de 73 ans.
Un million de personnes assistent à ses obsèques en 1992, y compris la famille royale de Thaïlande.

## Célèbres étudiants occidentaux
- Vénérable Ajahn Sumedho : Monastère Amaravati, Hemel Hempstead, Hertfordshire Angleterre
- Vénérable Ajahn Khemadhammo (en): The Forest Hermitage, Warwickshire, Angleterre
- Vénérable Ajahn Munindo : Aruna Ratanagiri, Northumberland, Angleterre
- Vénérable Ajahn Passano : Monastère Abhayagiri Redwood Valley, Californie, USA
- Vénérable Ajahn Brahmavamso : Buddhist Society, et  Monastère Bodhinyana, Serpentine WA, Australie
- Vénérable Ajahn Amaro :  Monastère Abhayagiri Redwood Valley, Californie, USA
- Vénérable Ajahn Sundara (en)
- Joseph Kappel
- Jack Kornfield

### Œuvres disponibles en ligne
- Dhammatalks : ajahnchah.org
- Teachings at Wat Pah Nanachat : Teachings of Ajahn Chah
- Tricycle : 
  - The last gift
  - Meeting the Dharma alone
- Cahier du Refuge Bouddhique : Liste des "Textes choisis"
  - N°7 Ajahn Chah: Les Moines de la Forêt - La clarté de la vision pénétrante - Vivre avec le cobra - Comme une eau calme - Les Quatre Nobles Vérités - Transcendance
  - N°9 Ajahn Chah: Il n'y a pas d'Ajahn Chah

### Ouvrages en anglais
- Living Dhamma, The sangha, 1992.
- The Path to Peace, Wisdom Audio Visual Exchange Press, 1996.
- Bodhinyana, Abhayagiri Monastery, 2000.
- A Still Forest Pool : The Insight Meditation of Achaan Chah, Quest Books,U.S, 2018 (ISBN 978-0835605977).
- Being Dharma : The Essence of the Buddha's Teachings  (trad. Paul Breiter), Shambahla Press, 2001 (ISBN 978-1570628085).
- Food for the Heart : The collected teachings of Ajahn Chah, Wisdom Publications, 2002 (ISBN 978-0861713233).
- Everything Arises, Everything Falls Away : Teachings on Impermanence and the End of Suffering  (trad. Paul Breiter), Shambhala, 2005 (ISBN 978-1590302170).
- In Simple Terms : 108 Dhamma Similes, Abhayagiri Monastiv Foundation, 2007.
- The Key to Liberation and the Path to Peace, Kesree Bulsook, 1999 (ISBN 978-9747890570).
- The Collected Teachings of Ajahn Chah, Aruna Publications, 2011 (ISBN 978-1908444059).
- On meditation : Instructions from Talks on Developing Formal Meditation, Harnham Buddhist Monastery Trust, 2011 (ISBN 978-0956811363).

### Ouvrages en français
- Tout apparait, tout disparait : Enseignement sur l'impermanence et la fin de la souffrance  (trad. Jeanne Schut), Sully, 2014 (ISBN 978-2354321246).
- Être ce qui est : L'essence des enseignements de Bouddha  (trad. Jeanne Schut), Sully, 2018 (ISBN 978-2354323080).
- Vertu et méditation : Les enseignements d'un Maître bouddhiste de la Tradition des moines de la Forêt  (trad. Jeanne Schut), Sully, 2010 (ISBN 978-2354320447).
- Méditation et sagesse : Les enseignements d'un Maître bouddhiste, de la tradition des moines de la Forêt  (trad. Jeanne Schut), Sully, 2011 (ISBN 978-2354320560).

### Etudes
- (en) Paul Breiter, Venerable Father : A Life with Ajahn Chah, Paraview Special Editions, 2004 (ISBN 978-1931044813).
- (en) Aijahn Jayasaro, Stillness Flowing : The Life and Teachings of Ajahn Chah, Panyaprateep Foundation, 2017 (ISBN 978-6167930091).
- (en) Ajahn Amaro, An Introduction to the Life and Teachings of Ajahn Chah, Amaravati, 2012 (ISBN 978-1870205436).